# Lirceolus cocytus
Lirceolus cocytus är en kräftdjursart som beskrevs av Lewis 200. Lirceolus cocytus ingår i släktet Lirceolus och familjen sötvattensgråsuggor. Inga underarter finns listade i Catalogue of Life.